# Hugo González de Oliveira
Hugo González de Oliveira (Palma de Mallorca, 19 de febrero de 1999) es un deportista español que compite en natación, especialista en el estilo espalda, campeón mundial en 2024 y campeón europeo en 2021.
Ganó dos medallas en el Campeonato Mundial de Natación de 2024 y tres medallas en el Campeonato Europeo de Natación de 2021. Participó en los Juegos Olímpicos de Río de Janeiro 2016, Tokio 2020 y París 2024.

## Trayectoria
Es hijo de padre español y madre brasileña. Se ha formado en Estados Unidos, primero en la Universidad de Auburn y después en la Universidad de California en Berkeley, en donde se graduó en Filología portuguesa y comenzó a estudiar el grado de Ingeniería informática, que posteriormente retomó en la Universidad Católica San Antonio de Murcia.
En 2017 obtuvo cuatro medallas en el Campeonato Mundial Junior de Natación, tres de oro en 100 m espalda, 200 m espalda y 400 m estilos y una de plata en 50 m espalda. Al año siguiente consiguió dos medallas de plata en los Juegos Mediterráneos de Tarragona 2018, en los 200 m espalda y los 200 m estilos.
Participó en dos Juegos Olímpicos de Verano, en Río de Janeiro 2016 ocupó el 16.º lugar en 200 m espalda y el 20.º en 100 m espalda, y en Tokio 2020 fue sexto en 100 m espalda y undécimo en 200 m estilos.
En el Campeonato Europeo de Natación de 2021 obtuvo tres medallas, oro en la prueba de 200 m estilos, plata en la de 100 m espalda y bronce en la de 50 m espalda.
En el Mundial de 2024 se proclamó campeón de los 200 m espalda al ganar la medalla de oro en la final con un tiempo de 1:55,30, además obtuvo la medalla de plata en los 100 m espalda, siendo superado por el estadounidense Hunter Armstrong. En los Juegos Olímpicos de París 2024 fue sexto en la final de los 100 m espalda.

## Palmarés internacional
| Campeonato Mundial | Campeonato Mundial | Campeonato Mundial | Campeonato Mundial |
| Año                | Lugar              | Medalla            | Prueba             |
| ------------------ | ------------------ | ------------------ | ------------------ |
| 2024               | Doha (Catar)       | Medalla de oro     | 200 m espalda      |
| 2024               | Doha (Catar)       | Medalla de plata   | 100 m espalda      |
| Campeonato Europeo |                    |                    |                    |
| Año                | Lugar              | Medalla            | Prueba             |
| 2021               | Budapest (Hungría) | Medalla de oro     | 200 m estilos      |
| 2021               | Budapest (Hungría) | Medalla de plata   | 100 m espalda      |
| 2021               | Budapest (Hungría) | Medalla de bronce  | 50 m espalda       |

## Mejores marcas personales

### Piscina larga
| Evento         | Tiempo   | Lugar                              | Fecha                   |
| -------------- | -------- | ---------------------------------- | ----------------------- |
| 50 m libre     | 23.40    | Tarrasa, España                    | 4 de agosto de 2019     |
| 100 m libre    | 49.91    | Barcelona, España                  | 6 de junio de 2021      |
| 200 m libre    | 1:50.77  | Las Palmas de Gran Canaria, España | 4 de agosto de 2021     |
| 400 m libre    | 4:00.87  | Cádiz, España                      | 28 de febrero de 2015   |
| 800 m libre    | 8:24.61  | Madrid, España                     | 7 de junio de 2015      |
| 1500 m libre   | 15:59.20 | Madrid, España                     | 7 de junio de 2015      |
| 50 m espalda   | 24.47    | Budapest, Hungría                  | 18 de mayo de 2021      |
| 100 m espalda  | 52.70    | Doha, Catar                        | 13 de febrero de 2024   |
| 200 m espalda  | 1:55.30  | Doha, Catar                        | 16 de febrero de 2024   |
| 50 m braza     | 28.88    | Barcelona, España                  | 22 de diciembre de 2019 |
| 100 m braza    | 1:02.37  | Canet-en-Roussillon, Francia       | 1 de junio de 2021      |
| 200 m braza    | 2:13.99  | Santa Clara, Estados Unidos        | 10 de junio de 2023     |
| 50 m mariposa  | 23.97    | Las Palmas de Gran Canaria, España | 3 de agosto de 2021     |
| 100 m mariposa | 52.14    | Mission Viejo, Estados Unidos      | 9 de abril de 2021      |
| 200 m mariposa | 2:04.98  | Barcelona, España                  | 23 de diciembre de 2021 |
| 200 m estilos  | 1:56.31  | Barcelona, España                  | 6 de junio de 2021      |
| 400 m estilos  | 4:14.65  | Indianápolis, Estados Unidos       | 27 de agosto de 2017    |

### Piscina corta
| Evento         | Tiempo   | Lugar                          | Fecha                   |
| -------------- | -------- | ------------------------------ | ----------------------- |
| 50 m libre     | 22.47    | Palma de Mallorca, España      | 26 de noviembre de 2021 |
| 100 m libre    | 49.07    | Madrid, España                 | 31 de octubre de 2020   |
| 200 m libre    | 1:49.53  | Sabadell, España               | 12 de diciembre de 2014 |
| 400 m libre    | 3:55.55  | Sabadell, España               | 17 de diciembre de 2016 |
| 800 m libre    | 8:00.88  | Gijón, España                  | 29 de diciembre de 2015 |
| 1500 m libre   | 15:31.70 | Madrid, España                 | 8 de noviembre de 2015  |
| 50 m espalda   | 23.80    | Palma de Mallorca, España      | 25 de noviembre de 2021 |
| 100 m espalda  | 50.92    | Palma de Mallorca, España      | 28 de noviembre de 2021 |
| 200 m espalda  | 1:50.22  | Palma de Mallorca, España      | 27 de noviembre de 2021 |
| 50 m braza     | 27.68    | Castellón de la Plana, España  | 22 de noviembre de 2020 |
| 100 m braza    | 1:00.12  | Castellón de la Plana, España  | 21 de noviembre de 2020 |
| 200 m braza    | 2:12.13  | Budapest, Hungría              | 6 de octubre de 2018    |
| 50 m mariposa  | 23.89    | Villafranca de Ordizia, España | 29 de diciembre de 2021 |
| 100 m mariposa | 51.58    | Palma de Mallorca, España      | 25 de noviembre de 2021 |
| 200 m mariposa | 1:59.40  | Madrid, España                 | 19 de noviembre de 2022 |
| 100 m estilos  | 52.56    | Barcelona, España              | 21 de diciembre de 2023 |
| 200 m estilos  | 1:53.88  | Villafranca de Ordizia, España | 29 de diciembre de 2021 |
| 400 m estilos  | 4:09.48  | Barcelona, España              | 21 de diciembre de 2023 |